# 防暴盔

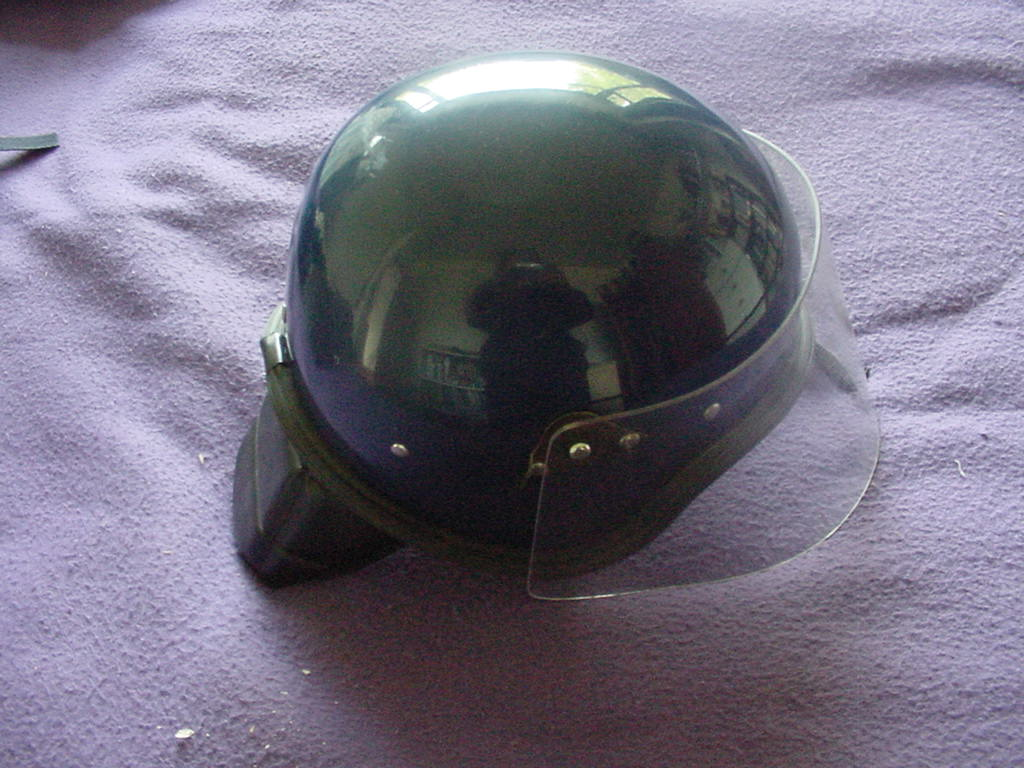
設有後頸保護裝置的防暴盔。

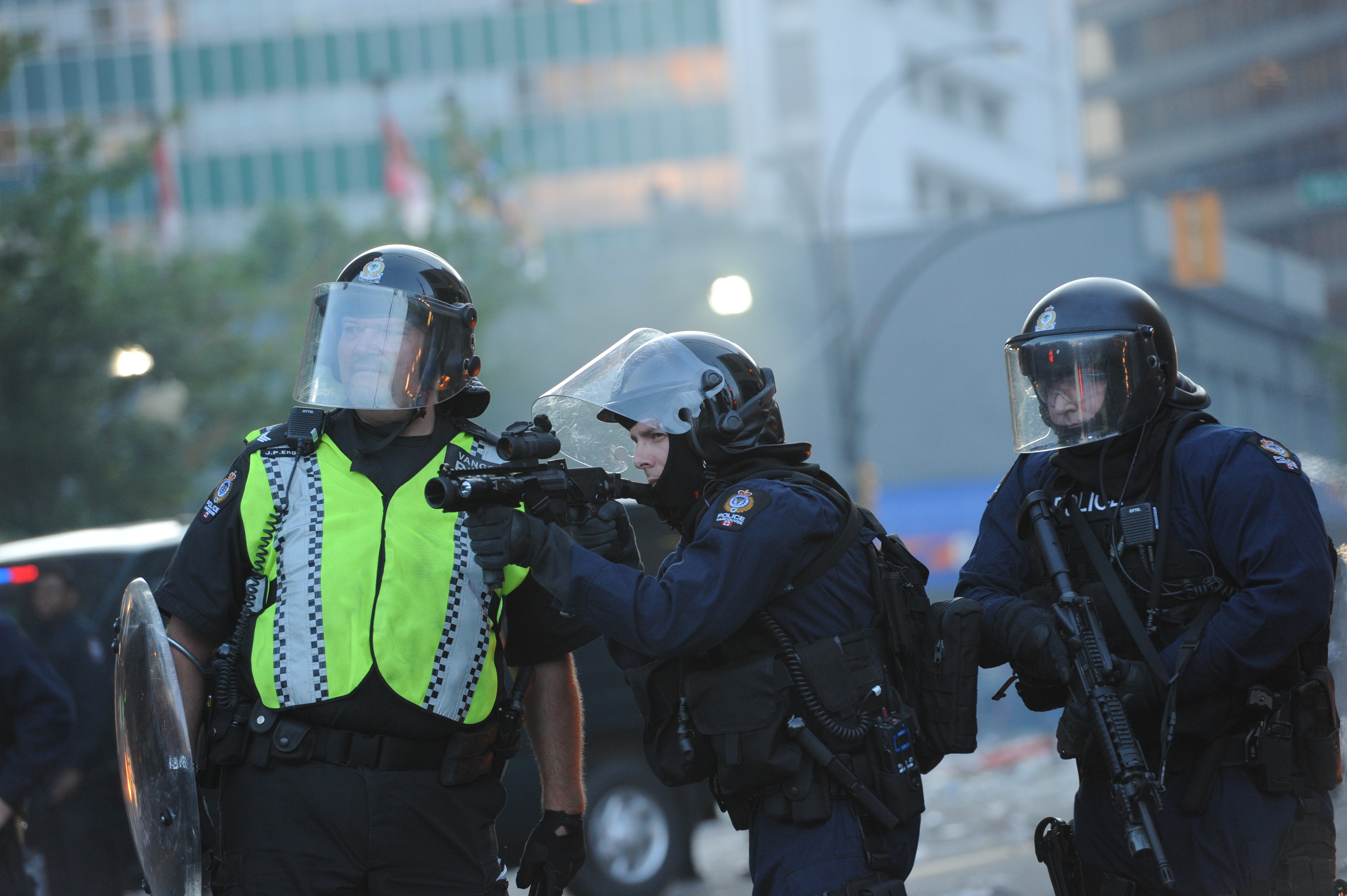
戴上防暴盔的溫哥華警察。其護面罩被放下以保護警員免受投射物擊中受傷。

防暴盔是一款為執法機構和軍隊設計，用以保護人員的頭部，臉部和眼睛的頭盔。它可以抵禦近戰武器，或磚塊一類常見於暴動埸合的投射物的攻擊。很多現代的防暴盔使用了能防禦有害物質如強酸，工業用化學品等。防暴盔的設計通常能容易配合防毒面具使用，以方便使用催淚氣體。 
在惡劣天氣下，防暴盔也被配戴用以保護使用者免受因大風而飛來的物件擊中受傷。 其中一個例子就是2007年1月18日，風暴基里爾吹襲英國時被使用。